# Абд аль-Халик Махджуб
Абде́ль Ха́лек Махджу́б Осма́н (Махгуб, англ. Abdel Khaliq Mahjub, араб. عبد الخالق محجوب‎; 23 сентября 1927, Омдурман — 28 июля 1971, Хартум) — политический деятель Судана, один из основателей (1946) и генеральный секретарь ЦК Суданской коммунистической партии (1949).

## Биография
В 1946 году Махджуб окончил среднюю школу и стал студентом Каирского университета, поступив на гуманитарный факультет. Он активно участвовал в коммунистическом и национально-освободительном движении в Египте, в 1948 году был арестован и выслан из Египта за участие в деятельности одной из египетских коммунистических организаций. После возвращения в Судан принимал активное участие в деятельности коммунистической партии Судана (действовавшей под названием Суданское движение за национальное освобождение) и в 1949 году был избран генеральным секретарём Центрального комитета партии. В 1958 году стал генеральным секретарём прогрессивной партии Антиимпериалистический фронт, созданной в 1953 году. В период диктатуры генерала Аббуда, начиная с 1961 года, подвергался преследованиям и арестам.
С апреля 1968 года по май 1969 года был депутатом Учредительного собрания Судана (от демократического объединения Союз социалистических сил).
После т. н. Майской революции 1969 года и прихода к власти Революционного совета во главе с Джафаром Нимейри Суданская коммунистическая партия поддержала новый режим и активно с ним сотрудничала, однако вскоре противоречия между военными и СКП привели к тому, что в апреле 1970 года Махджуб был выслан в Египет. В июне того же года он вернулся в страну, но уже 16 ноября 1970 года коммунисты были исключены из правительства, а их лидеры во главе с Махджубом арестованы.
В июне 1971 года Махджубу удалось бежать из тюрьмы (три охранника, помогавших ему в этом, немедленно получили по 20 лет тюремного заключения) и перейти на нелегальное положение.
В июле 1971 года Махджуб был арестован, обвинён в причастности к предпринятой группой офицеров суданской армии попытке свергнуть правительство генерала Дж. Нимейри и 27 июля приговорён военным трибуналом к смертной казни.
Повешен утром 28 июля 1971 года.
Махджуб написал ряд трудов по вопросам национально-освободительного и коммунистического движения в странах Африки.

## Сочинения
- Махджуб Абд-аль-Халик. Новые горизонты. — Хартум, 1956. (на араб. яз.)
- Махджуб Абд-аль-Халик. Мысли о философии «братьев-мусульман». — Хартум, 1968. (на араб. яз.)
- New Horizons (1956)
- Defense before Military Courts (1966)
- Rectifying the Wrongs in Working amongst the Masses: Report Presented to the Central Committee of the Sudanese Communist Party (1963)
- Socialist Schools in Africa (1966)
- Marxism and the Quandaries of the Sudanese Revolution (1967)
- Marxism and Linguistics (n.d.)
- Literature in the Age of Science (1967)
- On the Program (1971)